# Orphische Argonautika
Die Orphischen Argonautika (altgriechisch Ὀρφέως Ἀργωναυτικά) sind ein episches Gedicht eines unbekannten Autors in 1376 Hexametern, das unter dem Namen des mythischen Dichters Orpheus überliefert ist. Es stammt vermutlich aus dem 5. Jahrhundert n. Chr.

## Inhalt
Das Werk erzählt die Argonautensage aus der Sicht von Orpheus, auch der Tradition gemäß ein Teilnehmer an der Expedition der Argo, der hier vor allem als Seher und Führer auf einer weitläufigen, die Randbereiche der bekannten Welt durchquerenden Irrfahrt erscheint. Da die Geschehnisse der als bekannt vorausgesetzten Sage aus Orpheus’ Sicht erzählt werden, wird, verglichen mit anderen Bearbeitungen des Stoffes, seine Rolle stärker betont. Das Werk konzentriert sich vor allem auf diejenigen Ereignisse, an denen er aktiv mitwirkte, sowie auf die Heimfahrt. Andere Teile des Sagenstoffes wie der Aufenthalt der Argonauten auf Lemnos, aber auch so wesentliche Teile der Sage wie Medeas aufkeimende Liebe zu Iason oder Iasons Feldarbeit mit den feuerschnaubenden Stieren, werden nur kurz gestreift.
Das Werk beginnt nach einer Einleitung, die eine Anrufung von Apollon, eine Anrede an Orpheus’ Schüler Musaios und einen kurzen Überblick über die orphische Theogonie enthält, damit, dass Iason Orpheus zur Teilnahme am Argonautenzug überredet. Es folgt eine Liste der anderen Teilnehmer, die weitgehend der Teilnehmerliste in den Argonautika von Apollonios von Rhodos, einer älteren epischen Umsetzung der Argonautensage, entspricht. Danach wird Iason offiziell zum Führer bestimmt und die Teilnehmer werden auf das Unternehmen vereidigt. Es folgt der Aufbruch zur Reise. Ausführlich beschrieben wird ein Aufenthalt beim Kentauren Cheiron, wo Orpheus bei einem musikalischen Wettstreit mit dem Gastgeber eine Version der orphischen Theogonie vorträgt. Von den weiteren Erlebnissen auf der Reise nach Kolchis werden nur der Tod des Kyzikos und die anschließende Entsühnung der Argonauten ausführlicher geschildert. Endlich nach Kolchis an der Küste des Schwarzen Meeres gelangt, wird die Eroberung des Goldenen Vlieses und dabei vor allem der Einzug in den von Hekate-Artemis bewachten Palast des Aietes zu einem von zahlreichen rituellen Handlungen begleiteten Initiationsweg. Ausführlich geschildert wird die Heimkehr: Der Weg scheint verwirrend, da die Argonauten von dem eigentlich relativ nahe bei Kolchis, dem Ziel der Expedition, gelegenen Fluss Phasis ausgehend über Maiotis (Asowsches Meer) und über Tanaïs (Don) den Okeanos im Nordosten erreichen, wo sie diversen mythischen Völkern begegnen: den Hyperboreern, den langlebigen Makrobioi, den Kimmeriern und den gerechten Bewohnern von Hermioneia. Dann führt die Fahrt über den Atlantik, die Insel Ierne, die vor der bretonischen Küste gelegene Insel der Demeter, die Insel der Kirke und durch die Säulen des Herakles schließlich doch an das Ziel.

## Ausgaben
- Francis Vian (Hrsg. u. Übers.): Les argonautiques orphiques. Collection des universités de France, Belles Lettres, Paris 2003, ISBN 978-2251-00389-4 (griechischer Text mit französischer Übersetzung).
- Georges Dottin (Hrsg. u. Übers.): Les Argonautiques d’Orphée. Belles Lettres, Paris 1930 (griechischer Text mit französischer Übersetzung).
- Johann Heinrich Voss (Übers.): Hesiods Werke und Orfeus der Argonaut. Mohr und Zimmer, Heidelberg 1806, S. 237–354 Digitalisat (deutsche Übersetzung in Hexametern)
- Johann Matthias Gesner, Georg Christoph Hamberger (Hrsg. u. Übers.): Orpheōs Apanta. Orphei Argonautica Hymni, Libellus de Lapidibus & Fragmenta. Leipzig 1764 Digitalisat (griechischer Text mit lateinischer Übersetzung).